# Estación General Lemos
General Lemos es una estación ferroviaria ubicada en la localidad de Campo de Mayo, partido de San Miguel, Provincia de Buenos Aires, Argentina. Le debe su nombre al militar argentino Juan Gregorio Lemos

## Servicios
La estación corresponde al Ferrocarril General Urquiza de la red ferroviaria argentina, en el ramal que conecta esta estación con la terminal Federico Lacroze en la Ciudad Autónoma de Buenos Aires.

## Ubicación e Infraestructura
La estación se encuentra en la intersección de las rutas provincial RP 23 y RP 8,  en la localidad de San Miguel. 
En sus adyacencias se encuentra la Escuela de Suboficiales del Ejército «Sargento Cabral» del Ejército Argentino.
Existe un proyecto vigente desde 2006 para remodelar integralmente esta estación, soterrando la parte de los andenes, que pasaran de 2 a 4, mientras que en la superficie se realizara un hall donde posiblemente se ubiquen diversos comercios.[cita requerida]